# Церковь братьев в Нигерии
Церковь братьев в Нигерии (хауса Ekklesiyar Yan'uwa a Nigeria (EYN), буквально «Церковь детей одной и той же матери Нигерии») — анабаптистская христианская конфессия в Нигерии.
Церковь основана в 1923 году, насчитывает сотни пасторов, приходов и около 1 000 000 членов. В ходе деятельности церковь открыла ряд библейскх колледжей и школ.
В 1985 году церковь присоединилась к Всемирному совету церквей. Церковь является членом Христианского совета Нигерии и Христианской ассоциации Нигерии. Церковь — крупнейшая национальная организация Церкви Братьев в мире, превышая количество верующих Церкви братьев в США.
Здания церкви в Майдугури были разрушены боевиками Боко Харам  в результате религиозного насилия в Нигерии в 2009 году.